# 진의록
진의록(秦宜祿, ? ~ 199년)은 중국 후한 말의 정치가로, 병주(幷州) 운중군(雲中郡) 사람이다.

## 생애
여포(呂布)를 섬겼다.
진의록은 여포의 사자로 원술(袁術)에게 갔을 때, 원술에게서 한(漢)왕실의 여자를 배필로 얻었다. 그의 전처 두씨(杜氏)는 하비(下邳)에 남았다.
조조군의 진영에 있던 관우(關羽)는 두씨를 아내로 삼고 싶다고 조조에게 청하였으며, 조조도 이를 수락하였다. 그러나 여포 토벌 후, 두씨가 미인임을 알게 된 조조는 약속을 어기고 그녀를 자신의 첩으로 삼았으며 관우는 이를 불쾌히 여겼다. 여포가 멸망한 후, 조조는 진의록을 즐장(銍長)에 임명하였다.
건안 4년(199년), 유비(劉備)가 소패(小沛)에서 조조에게 반기를 들었다. 장비(張飛)는 진의록에게 가 "아내를 빼앗은 자를 섬기는 것은 수치스러운 일이다. 나를 따라와라"라고 말하며 유비를 섬길 것을 권하였고, 진의록은 이에 동의하였다. 그러나 곧바로 후회하였고, 다시 돌아가고 싶다고 장비에게 말하였으나 이에 분노한 장비는 진의록을 죽였다.
진의록의 아들 진랑(秦朗)은 조조가 길렀으며, 훗날 위(魏)의 권신이 되었다.

## 같이 보기
- 삼국지 인물 목록

## 진의록의 친족관계

### 관련 인물
진랑